# Michael Thieke
Michael Thieke (* 1971 in Düsseldorf) ist ein deutscher Jazz-Klarinettist und Altsaxophonist.

## Wirken
Thieke ging 1993 nach Berlin, wo er an der Hochschule der Künste bei Denney Goodhew, Kirk Nurock und Jerry Granelli studierte. Er trat in dieser Zeit mit dem Schweizer Klarinettisten Gregor Hotz und der Band Billy Bang's BOBBI auf.
1999 gründete er mit Eric Schaefer und Michael Anderson die Band Nickendes Perlgras, mit der er zahlreiche Konzerte absolvierte und zwei Alben einspielte. Es folgten weitere Bandgründungen: Dok Wallach (mit Daniel Erdmann, Johannes Fink und Heinrich Köbberling), TGW (mit Michael Griener und Christian Weber), Hotelgäste (mit dem Bassisten Derek Shirley und dem Gitarristen Dave Bennett), Rupp/Thieke/Jennessen (mit Olaf Rupp und Uli Jenneßen), Eric Schaefer Demontage (mit Michael Anderson, Daniel Erdmann, Schaefer und Johannes Fink). Er leitete das Michael Thieke Unununium (mit Luca Venitucci, Derek Shirley und Schaefer) und gehörte dem Klarinettenduo The International Nothing mit Kai Fagaschinski an. Außerdem ist er Mitglied von Gebhard Ullmanns The Clarinet Trio und veröffentlichte mit der Band Schwimmer (mit Alessandro Bosetti, Sabine Vogel und Michael Griener) eine CD.
Seit 1999 lebt Thieke auch in Rom, wo er mit Musikern wie Luca Venitucci, Fabrizio Spera, Roberto Bellatalla, Antonio Borghini und Alberto Braida arbeitet.

## Diskographie (Auszug)
- Nickendes Perlgras Die hintere Vase, 2000
- Eric Schaefer Demontage, 2003
- The International Nothing Labor Berlin, 2003
- Schwimmer 7X4X7, 2004
- Gebhard Ullmann The Clarinet Trio Ballads and Related Objects, 2004
- Nickendes Perlgras Meat Hat, 2005
- Kreis (mit Ernesto Rodrigues, Guilherme Rodrigues und Carlos Santos), 2005
- Leuchten (Soloalbum), 2005
- Eric Schaefer Demontage Cut+Paste Poetry, 2005
- Hotelgäste Flowers You Can Eat, 2005
- Unununium Where Shall I Fly not to Be Sad, My Dear?, 2006
- Michael Thieke, Michael Griener und Christian Weber: The Amazing Dr. Clitterhouse, 2007
- The Double Trio de Clarinettes: Itinéraire bis (Between the Lines), 2013, mit Jean-Marc Foltz, Sylvain Kassap, Armand Angster, Jürgen Kupke, Gebhard Ullmann
- The Clarinet Trio plus Alexey Kruglov: Live in Moscow (Leo Records), 2017
- Marina Džukljev & Michael Thieke: Motionless Pool (2024)
- MILESDAVISQUINTETORCHESTRA!: Stretchin’ With (2024)